# Walter Bubert

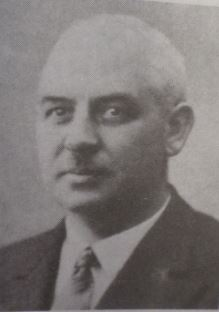
Walter Bubert

Walter Bubert (* 13. Juli 1886 in Mölln; † 8. August 1950 in Osnabrück) war ein deutscher Gewerkschafter und sozialdemokratischer Politiker.

## Leben
Bubert war von Beruf Metallarbeiter. Zwischen 1908 und 1912 war er Bevollmächtigter der Verwaltungsstelle des Deutschen Metallarbeiterverbandes in Nowawes. Danach war er kurze Zeit Geschäftsführer des DMV in Osnabrück und im Anschluss bis 1923 Arbeitersekretär. Für die SPD war Bubert zwischen 1913 und 1923 Stadtverordneter in Osnabrück. Danach war er bis zur Versetzung in den Wartestand 1932 Landrat im Kreis Emden. Zwischen 1919 und 1921 war Bubert Mitglied der Verfassungsgebenden Preußischen Landesversammlung und anschließend bis 1933 Abgeordneter des Preußischen Landtages. Außerdem war er zwischen Januar und Oktober 1923 Mitglied des Reichstages.
Während der Zeit des Nationalsozialismus war Bubert 1933 kurz in Haft. Zwischen 1939 und 1940 war er in „Schutzhaft“. 1944 wurde er im Zusammenhang mit der Aktion Gitter ebenfalls inhaftiert.
Nach der Befreiung war Bubert zwischen 1945 und 1946 Landrat im Kreis Osnabrück und danach in diesem Kreis bis zu seinem Tod Oberkreisdirektor.